# Relations entre la Belgique et le Japon
 (mai 2023).
Les relations entre la Belgique et le Japon sont les relations internationales entre la Belgique et le Japon. Chaque pays possède une ambassade dans le pays de l'autre.

## Premières relations officielles (1866-1893)

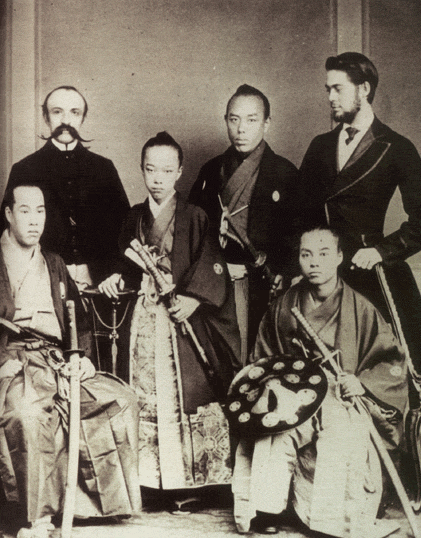
Visite de Tokugawa Akitake en Belgique en 1867 ou 1868.

Le 1er août 1866, le Japon et la Belgique signent un traité d'amitié, de commerce et de navigation. Du côté belge, il fut négocié et signé par Auguste t'Kint (1816-1878), le premier diplomate belge à visiter le Japon après l'ouverture de l'archipel en 1859. Sur la base de ce traité bilatéral, un vice-consulat belge a été ouvert à Yokohama le 28 mars 1867, dirigé par l'homme d'affaires hollandais, Maurice Lejeune. Il fut remplacé par Émile Moulron en juillet 1872, qui continua jusqu'en l'octobre 1878.
Auguste t'Kint, qui quitta le Japon pour la Belgique à la fin 1867, est devenu envoyé extraordinaire et ministre plénipotentiaire pour la Chine et le Japon en mai 1869. Il prit sa fonction au Japon en novembre 1870, mais est encore reparti en septembre 1871. Pendant son mandat, il est principalement resté à Yokohama, bien qu'il ait effectué ses fonctions publiques à Tokyo. À partir de 1869, la Belgique a également eu un consulat à Tokyo, dirigée par Louis Straus, un homme d'affaires d'Anvers. Ce consulat a fermé en 1873. Le 25 juin 1873, Charles de Groote a été nommé ministre résident au Japon. De Groote était le directeur du département de comptabilité du Ministère des Affaires Étrangères belge. Il est arrivé à Yokohama en novembre 1873. Après quelques mois à Tokyo, il a établi la légation belge sur une parcelle pour les étrangers à Yokohama en mars 1874.
Charles de Groote est reparti pour la Belgique en mars 1878, mais revient à Yokohama en tant qu'envoyé extraordinaire et ministre plénipotentiaire en décembre 1879. Tandis qu'en Belgique, il avait négocié la nomination de Maurice Verhaeghe de Naeyer de Gand pour le poste de consul. Celui-ci prit son poste à Yokohama en octobre 1878, mais fut retrouvé mort dans sa résidence le 27 octobre 1879. Selon la presse japonaise, il s'était suicidé; une thèse contestée par une partie de la presse de sa ville natale de Gand. De nouveau, de Groote établit la légation belge à Yokohama. En janvier 1880, Gustave Scribe de Gand devint le nouveau consul belge à Yokohama. Il ouvrit un consulat près de la légation belge. En mai 1883, il devint sujet d'une plainte juridique de quelques hommes d'affaires japonais dans ce qu'on a appelé l'Affaire Pouleur. Il quitta le Japon en janvier 1884, après avoir été nommé Consul général à Batavia.
Les rapports entre Charles de Groote et les autorités japonaises se sont détériorées en 1881, dans le cadre du l'Affaire Hota. À la demande du ministère des affaires étrangères belge, de Groote a quitté le Japon en septembre 1881. Il a fallu attendre février 1882 avant que les choses ne reviennent à la normale, et que de Groote retourne à Yokohama en mai 1882. Son mandat finit le 16 septembre 1884, quand il meurt soudainement dans sa résidence. Le nouvel envoyé extraordinaire et ministre plénipotentiaire belge au Japon fut Georges Neyt, qui arriva à Yokohama en février 1885. Après s'être établi, il installa finalement la légation belge sur la parcelle numéro 118, où il resta jusqu'en novembre 1893.

## De la guerre sino-japonaise à la Seconde Guerre mondiale
Le nouveau ministre résident du roi des Belges au Japon, le baron Albert d'Anethan, est arrivé à Yokohama en octobre 1893. Il déplaça la légation belge à Tokyo en novembre de la même année. En 1894, d'Anethan fut élevé aux rangs d'envoyé extraordinaire et de ministre plénipotentiaire. En 1904, il était doyen du corps diplomatique à Tokyo, jusqu'à sa mort le 25 juillet 1910. Sa tombe se trouve au cimetière de Zōshigaya à Tokyo.
Albert D'Anethan servit pendant 17 ans au Pays du Soleil Levant, excepté ses retours chez lui de mars 1897 à décembre 1897, de décembre 1901 à novembre 1902, d'août 1906 à mars 1907, et de mars 1909 à janvier 1910. Son mandat à Tokyo a coïncidé avec la première guerre sino-japonaise (1894-1895) et la guerre russo-japonaise (1904-1905).
Le Ministre résident Georges della Faille de Leverghem lui succéda à Tokyo en arrivant au en avril 1911, et fut nommé envoyé extraordinaire et ministre plénipotentiaire en 1914. Il est resté à ces fonctions à Tokyo jusqu'en mai 1919 durant toute la Première Guerre mondiale. En décembre 1920, Albert de Bassompierre devint envoyé extraordinaire et ministre plénipotentiaire à Tokyo, où il arriva en mai 1921. Il restera au Japon jusqu'en février 1939. Grâce à l'augmentation des relations entre la Belgique et le Japon, Bassompierre est devenu le premier diplomate belge au Japon avec le rang d'ambassadeur plénipotentiaire extraordinaire (juin 1922).
Bassompierre a vécu le grand tremblement de terre de Kanto le 1er septembre 1923, et s'est impliqué dans l'aide belge pour le Japon et fut témoin de la montée du militarisme japonais pendant son mandat. En tant que diplomate étranger au Japon, il a été confronté à des événements tels que le meurtre du Premier ministre japonais Hara Takashi en novembre 1921, l'invasion japonaise de la Mandchourie en 1931, la création du Mandchoukouo en 1932, l'incident du 15 mai en 1932, et l'incident du 26 février en 1936.
Pierre Attilio Forthomme a succédé à Albert de Bassompierre en novembre 1939. Mais son mandat fut stoppé par la suspension des relations diplomatiques entre la Belgique et le Japon en décembre 1941, à la suite de l'entrée dans la Seconde Guerre mondiale du Japon après son attaque surprise contre Pearl Harbor. Bien qu'il n'y eut pas de déclaration de guerre formelle, le gouvernement belge mit à la disposition de son homologue anglais un hôpital de campagne de la Force publique du Congo belge. Cet hôpital, constitué de quelques centaines d'hommes dirigés par le colonel-médecin Thomas, débarqua en Birmanie en novembre 1943 et y resta jusqu'en janvier 1946. L'unité, qui suivait la progression des troupes britanniques aux prises avec les Japonais, était parfois au contact de l'ennemi.

## Après la guerre
Après la capitulation du Japon le 2 septembre 1945, le commandement suprême des forces alliées (SCAP) a assuré la souveraineté japonaise jusqu'en avril 1952. Par conséquent, la mission diplomatique belge au Japon a dû être accréditée par le SCAP. Le Baron Guy Daufresne de la Chevalerie est devenu le représentant militaire belge à Tokyo en octobre 1946. Son mandat dura jusqu'en avril 1952, quand le SCAP cessa d'exister après la signature du Traité de San Francisco.
Une des tâches principales de Daufresne de la Chevalerie était de rétablir les relations commerciales entre la Belgique et le Japon. Ses efforts ont permis des accords commerciaux en 1949 et 1950 entre les deux pays.
En novembre 1952, G. de Schoutheete De Tervarent est devenu l'ambassadeur plénipotentiaire et extraordinaire belge au Japon jusqu'en avril 1956. Il fut suivi par Raymond Herremans (septembre 1956-juillet 1959) et E. du Bois en octobre 1959. Pendant les mandats de Herremans et de du Bois, le Japon et la Belgique ont préparé la croissance future de leurs relations économiques, menant à l'accord commercial Benelux-Japon du 8 octobre 1960 et à un protocole additionnel le 30 avril 1963. Les deux ambassadeurs ont également été impliqués dans la préparation et la construction d'une nouvelle ambassade belge à Tokyo, qui a ouvert ses portes en 1960.
Albert Hupperts a pris le poste d'ambassadeur belge extraordinaire et plénipotentiaire au Japon en décembre 1962. Il fut suivi par Fredegand Cogels en décembre 1968, mais Hupperts a repris le poste en mai 1972. Pendant leurs mandats, le Japon fut sur le devant de la scène internationale avec les Jeux olympiques d'été de 1964 à Tokyo, et l'Exposition universelle de 1970 à Osaka. Durant les années 1970 et 1980, les Ambassadeurs belges R. Dooreman (1974-1977), Herman Dehennin (1978-1981), J. Verwilghen (1981-1985) et Marcel Depasse (1985-1988) ont été témoin de la forte croissance de l'économie japonaise, en dépit de deux chocs pétroliers dans les années 1970.
Avant le début du mandat du baron Patrick Nothomb (le père d'Amélie Nothomb) en 1988, le Japon était devenu la deuxième puissance économique du monde. Cette puissance du Japon a entraîné un déséquilibre commercial croissant avec la Belgique, et un afflux d'investissements japonais en Belgique. Cette tendance, avec quelques hauts et bas, est demeurée la même pendant les mandats des ambassadeurs belges suivants, Gustaaf Dierckx (1997-2002), Jean-Francois Branders (2002-2006) et Johan Maricou (depuis 2006), bien que la bulle spéculative japonaise ait été suivie de la décennie perdue des années 1990.
Le mandat de Nothomb a été marquée par la mort de deux monarques : l'empereur Hirohito du Japon en 1989, et le roi Baudouin de Belgique en 1993. Les règnes de ces deux monarques furent exceptionnellement longs, et leurs successions par l'empereur Akihito et le roi Albert II ont signifié une nouvelle ère dans les relations monarchiques entre la Belgique et le Japon. Le festival Europalia de 1989 à Bruxelles sur la culture japonaise a attiré 1,6 million de personnes.
Pendant le mandat de Dierckx, la coupe du monde de football de 2002 a eu lieu au Japon et en Corée du Sud (en juin 2002). Le 1er décembre 2001, le destin a décidé que le premier match de l'équipe nationale de football japonaise serait contre la Belgique. La presse japonaise s'est focalisé sur la Belgique pendant 7 mois, ayant pour résultat inattendu la promotion des relations entre les deux pays.
Pendant le mandat de Jean-François Branders, la Belgique a participé à l'exposition spécialisée de 2005 à Aichi de mars à septembre, et Johan Maricou a supervisé la construction d'une nouvelle ambassade à Tokyo (2007-2009).

### Sources
- (fr + en + nl) Ambassade de Belgique au Japon
- (en + ja) Ambassade du Japon en Belgique